# Federweisser

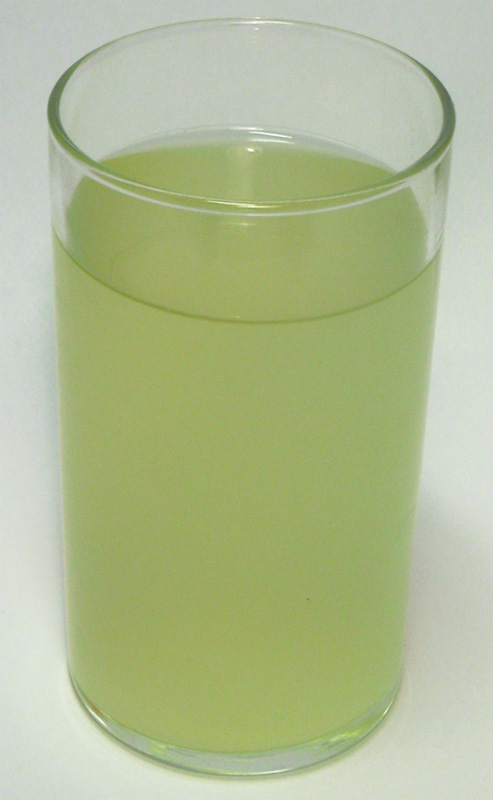
Federweisser de Baden.

Federweisser (do alemão feder, pena, e weiss, branco, por causa da aparência do fermento branco na superfície), é uma bebida alcoólica, com volume típico de 4% de álcool, mas é comum encontrar Federweisser com até 10% de álcool. É produto da fermentação do suco da uva fresca espremida, conhecido como Mosto. O termo a princípio, inclui todos os estágios do processo de fermentação desde o mosto até o vinho pronto.
É conhecido como Suser, Sauser, Neuer Süßer (doce novo), ou Junger Wein (vinho jovem) no sudeste da Alemanha, Suíça e no sul de Tirol, Fiederwäissen em Luxemburgo, Sturm (tempestade, de aparência turva) na Áustria, Federweisser na Baviera, Neuer Wein (novo vinho) em Palatinado, Bremser em Francônia, burčiak na Eslováquia, burčák na República Checa, vin bourru ou vernache na França, must na Romênia,  must ou karcos na Hungria, მაჭარი (machari) na Geórgia e մաճառ (machar) na Arménia.
(Saiba que, na Suíça, este mesmo termo tem um sentido completamente diferente. Lá, Federweisser se refere ao vinho branco feito de uvas vermelhas, tipicamente a Pinot noir)

## Fermentação
Uma vez que o fermento é adicionado, as uvas começam a fermentar rapidamente. O açúcar contido nas uvas é quebrado em álcool e dióxido de carbono (glicose). Assim que o percentual alcoólico de 4% é atingido, o Federweisser pode ser vendido. Ele continua fermentando até que todo o açúcar seja quebrado e o percentual alcoólico de 10% seja atingido.

## Como bebida
Devido à carbonação, o Federweisser tem um gosto refrescante, um pouco parecido com um refrigerante leve de uva ou um vinho espumante doce. Com o avanço da fermentação, no entanto, o Federweisser pode incrementalmente adquirir um tom mais escuro, meio âmbar ou marrom claro. Em geral, o Federweisser é feito de uvas brancas; quando feito de uvas vermelhas, a bebida é chamada Federroter, Roter Sauser ou Roter Rauscher. O Federroter é menos comum que o Federweisser. Por causa da fermentação rápida,  o Federweisser não pode ser armazenado por muito tempo e deve ser consumido poucos dias após a sua aquisição. Como o ácido carbônico é constantemente produzido, as garrafas não podem ser seladas hermeticamente e nem ter tampa permeável (caso contrário ela estouraria). Deve ser armazenado em posição vertical para que o gás escape continuamente da garrafa e previna o extravasamento.
O processo de fermentação era um empecilho para o transporte a longas distâncias de garrafas de Federweisser, até o advento do tráfego comercial de hoje em dia e os veículos refrigerados, estes que são necessários para atrasarem o metabolismo do fermento durante o transporte. Assim, antigamente, o Federweisser era que exclusivamente disponível (e pela maior parte, conhecido) em, e ao redor, de regiões vinicultoras.
Dependendo da data da colheita da uva, está disponível do início de setembro ao fim de outubro, e é geralmente servido com pratos temperados. A combinação clássica é Federweisser e Zwiebelkuchen, embora Federweisser e Castanea também seja popular.
O Fedeweisser contém fermento, lactobacilo e uma vasta quantidade de Tiamina e Riboflavina.